# Людський голос (опера)
«Людськи́й го́лос» (фр. La Voix humaine) — моноопера на одну дію французького композитора Франсіса Пуленка, текст Жана Кокто. Перша постановка — Паризька «Опера комік», 17 лютого 1959 року.
«Людський голос» — своєрідна музична монодрама. Жінка, яку покинув коханий, востаннє розмовляє з ним по телефону. На сцені вона одна. Реплік чоловіка не чути, про них можна лише здогадуватися за реакцією жінки. Вся опера складається з великого діалогу з відсутнім партнером, що, фактично, надає їй форму монологу.
Зовнішньої дії в опері нема. Все зосереджено на тому, щоб розкрити внутрішню драму. Виразною є вокальна партія, в якій мелодія гнучко передає відтінки почуттів і душевного стану героїні; багатий на тембри оркестр розкриває тему страждання людини, її журби за щастям.

## Виконавці ролі героїні[2]
Героїню в моноопері «Людський голос» втілювали:
- Каран Армстронг, Джун Кард, Кетрін Мальтіфано, Одра Макдональд, Джулія Мігенс, Джессі Норман (США),
- Джозефіна Барстоу, Гвінет Джонс , Фелісіті Лотт (Англія),
- Магда Оліверо, Рената Скотто (Італія),
- Герлінде Земан, Ан'я Силья (Німеччина),
- Елізабет Сьодерстрьом (Швеція),
- Ольга Балашова, Галина Вишневська, Надія Юренева,  Валентина Солових, (Росія).

## Опера в Україні[3]
17 жовтня 2019 року у київському Театрі на Подолі у рамках Року французької мови в Україні до 120-річчя від дня народження Франсіса Пуленка та 130-річчя Жана Кокто був реалізований міжнародний українсько-голландський проект La Voix Humaine Facetime / Людський голос. Музика Франсіса Пуленка, текст Жана Кокто.
- Концепція, режисура і дизайн — Кріс Колміс (Нідерланди).
- Голос — Катерина Левенталь (Нідерланди).
- Партія фортепіано — лауреат міжнародних конкурсів Марія Прилипко (Україна).